# Sandy Hook (Connecticut)
Sandy Hook è una cittadina situata nella città di Newtown, nella Contea di Fairfield, nello Stato del Connecticut. Il villaggio è stato fondato nel 1711.

## Massacro alla Sandy Hook Elementary School
Il 14 dicembre 2012 la Sandy Hook Elementary School è stata oggetto di una strage nella quale un killer (che poi si è suicidato), Adam Lanza di anni 20, ex studente della scuola, ha ucciso 27 persone di cui 20 alunni (12 bambine e 8 bambini, tutti tra i 6 ed i 7 anni) e 7 adulti tutti dipendenti della scuola Sandy Hook, tra cui la madre, Nancy Lanza, insegnante della scuola materna (rinvenuta morta in casa ed uccisa prima della strage), la preside, la psicologa della scuola, due insegnanti della scuola elementare ed un ex alunno, compagno di classe di Lanza nel periodo in cui frequentava la Sandy Hook.